# Tumbalalajka
Tumbalalajka (jiddisch טום־באַלאַלײַקע) är en sång på jiddisch, känd i Ryssland, Polen och andra länder. Den är översatt till bland annat engelska och ryska, och det finns också flera svenska översättningar.
En svensk version med text av Roland von Malmborg, framförd av honom själv och Hélène Bohman (senare medlem i gruppen Stenblomma), låg i oktober 1966 på Svensktoppen i en vecka.
En svensk version med text av Lennart Hellsing finns i Barnens svenska sångbok (1999), s. 24–25.